# Múte Bourup Egede
Múte Inequnaaluk Bourup Egede, född 11 mars 1987  i Nuuk i Grönland, är en grönländsk politiker som var 
 Grönlands premiärminister från 23 april 2021 till 7 april 2025.
Egede föddes i Nuuk och växte upp i Narsaq i södra Grönland. Han gick på gymnasiet i Qaqortoq och studerade kultur- och samhällshistoria på Grönlands universitet men avbröt studierna 2013 för att ta över ett familjeföretag i foderbranschen.
Han har suttit i Grönlands ungdomsparlament och i vänsterpartiet Inuit Ataqatigiits styrelse från 2013. Mellan 2013 och 2015 var han ordförande för partiets ungdomsförbund Inuusuttut Ataqatigiit. Han valdes in i Grönlands landsting år 2015.
Egede ställde upp för Inuit Ataqatigiit vid valet till danska Folketinget 2015 men hans 2 131 personliga röster räckte inte till en plats. Från 2016 till 2018 var han råvaruminister i Grönland. 
Den 1 december 2018 valdes Egede till ordförande för Inuit Ataqatigiit efter Sara Olsvig. Partiet vann landstingsvalet år 2021 med 36,6 % av rösterna och Egede själv fick 3 380 personliga röster, nästan dubbelt så många som den sittande landsstyreformanden Kim Kielsen från partiet Siumut.